# Větrný mlýn (Němčice)
Větrný mlýn holandského typu se nachází v obci Němčice, okres Blansko. V roce 1964 byl zapsán do Ústředního seznamu kulturních památek ČR.

## Historie
Větrný mlýn postavil v roce 1840 mlynář Matuška. Mlýn se nachází jižně od obce na holém kopci v nadmořské výšce 620 m v Drahanské vrchovině. Od roku 1925 až do konce druhé světové války využíván ke šrotování. Obydlen byl až do roku 1964, kdy vyhořel. Po roce 1965 byl mlýn opraven, omítnut a využíván jako rekreační objekt. V roce 2002 byl rekonstruován, zbaven omítky. V blízkosti mlýna se nachází hospodářské stavení.

## Popis
Větrný mlýn je dvoupodlažní válcová zděná stavba holandského typu postavená z lomového kamene na kruhovém půdorysu. Stavba je zakončena kuželovou střechou krytou šindelem. Horní část stavby obepínají dvě kovové obruče. V interiéru jsou dřevěné trámové stropy se záklopem z fošen. Vnitřní zařízení se nedochovalo. Dendrochronologickým průzkumem byla určena doba smýcení stromů do období let 1847–1848 pro stropní trámy druhého patra a 1858–1859 pro stropní trámy v přízemí a v prvním patře.
| půdorys průměr [m] | výška [m] | výška [m] | výška [m] | zdroj |
| ------------------ | --------- | --------- | --------- | ----- |
| půdorys průměr [m] | zeď       | střecha   | celková   | [ 2 ] |
| 9,5                | 8,5       | 3,5       | 12        | [ 2 ] |